# 72nd Anniversary Stadium (Bang Mod)
Das 72nd Anniversary Stadium (Bang Mod) (Thai สนามกีฬาเฉลิมพระเกียรติ 72 พรรษา บางมด) oder auch Chalerm Phrakiat Bang Mod Stadium genannt, ist ein Mehrzweckstadion im Bezirk Thung Khru in der thailändischen Hauptstadt Bangkok, Thailand. Bis 2017 war es das Heimstadion vom Bangkok Football Club. Das 1988 erbaute Stadion hat ein Fassungsvermögen von 8000 Besuchern. Eigentümer und Betreiber ist die Bangkok Metropolitan Administration.

## Nutzer des Stadions
| Verein          | Zeitraum der Nutzung |
| --------------- | -------------------- |
| Bangkok FC      | 2008                 |
| Bangkok FC      | 2010 bis 2017        |
| Samut Prakan FC | 2009                 |